# Luge nos Jogos Olímpicos de Inverno de 2022 - Revezamento por equipes
A prova de revezamento por equipes do luge nos Jogos Olímpicos de Inverno de 2022 foi disputada na Pista de Bobsleigh e Luge Xiaohaituo em Yanqing, no dia 10 de fevereiro.

## Medalhistas
|  | GER Alemanha                                                    |  | AUT Áustria                                               |  | LAT Letônia                                                 |
|  | Natalie Geisenberger Johannes Ludwig Tobias Wendl / Tobias Arlt |  | Madeleine Egle Wolfgang Kindl Thomas Steu / Lorenz Koller |  | Elīza Tīruma Kristers Aparjods Mārtiņš Bots / Roberts Plūme |

## Resultados
| Pos.              | Bib | Atletas                                                                                  | Feminino | Masculino | Duplas   | Total    | Diferença |
| ----------------- | --- | ---------------------------------------------------------------------------------------- | -------- | --------- | -------- | -------- | --------- |
| Medalha de ouro   | 14  | GER Alemanha Natalie Geisenberger Johannes Ludwig Tobias Wendl / Tobias Arlt             | 1:00.090 | 1:01.407  | 1:01.909 | 3:03.406 | —         |
| Medalha de prata  | 13  | AUT Áustria Madeleine Egle Wolfgang Kindl Thomas Steu / Lorenz Koller                    | 1:00.054 | 1:01.342  | 1:02.090 | 3:03.486 | +0.080    |
| Medalha de bronze | 12  | LAT Letônia Elīza Tīruma Kristers Aparjods Mārtiņš Bots / Roberts Plūme                  | 1:00.578 | 1:01.451  | 1:02.325 | 3:04.354 | +0.948    |
| 4                 | 10  | ROC Tatiana Ivanova Roman Repilov Alexander Denisyev / Vladislav Antonov                 | 1:00.147 | 1:01.757  | 1:02.763 | 3:04.667 | +1.261    |
| 5                 | 11  | ITA Itália Andrea Vötter Leon Felderer Emanuel Rieder / Simon Kainzwaldner               | 1:00.618 | 1:01.960  | 1:02.274 | 3:04.852 | +1.446    |
| 6                 | 8   | CAN Canadá Trinity Ellis Reid Watts Tristan Walker / Justin Snith                        | 1:00.880 | 1:02.222  | 1:02.133 | 3:05.235 | +1.829    |
| 7                 | 9   | USA Estados Unidos Ashley Farquharson Chris Mazdzer Zachary Di Gregorio / Sean Hollander | 1:00.332 | 1:02.077  | 1:03.332 | 3:05.741 | +2.335    |
| 8                 | 6   | POL Polônia Klaudia Domaradzka Mateusz Sochowicz Wojciech Chmielewski / Jakub Kowalewski | 1:01.448 | 1:02.727  | 1:02.961 | 3:07.136 | +3.730    |
| 9                 | 2   | ROU Romênia Raluca Strămăturaru Valentin Cretu Vasile Gîtlan / Darius Şerban             | 1:01.402 | 1:02.743  | 1:03.547 | 3:07.692 | +4.286    |
| 10                | 1   | CZE República Checa Anna Čežíková Michael Lejsek Filip Vejdělek / Zdeněk Pěkný           | 1:01.852 | 1:03.545  | 1:04.159 | 3:09.556 | + 6.150   |
| 11                | 5   | UKR Ucrânia Yulianna Tunytska Anton Dukach Ihor Stakhiv / Andrii Lysetskyi               | 1:01.123 | 1:04.244  | 1:04.237 | 3:09.604 | + 6.198   |
| 12                | 3   | CHN China Wang Peixuan Fan Duoyao Huang Yebo / Peng Junyue                               | 1:01.947 | 1:03.467  | 1:04.768 | 3:10.182 | +6.776    |
| 13                | 4   | KOR Coreia do Sul Aileen Frisch Lim Nam-kyu Park Jin-yong / Cho Jung-myung               | 1:02.682 | 1:05.265  | 1:03.291 | 3:11.238 | +7.832    |
|                   | 7   | SVK Eslováquia Katarína Šimoňáková Jozef Ninis Tomáš Vaverčák / Matej Zmij               | 1:01.579 | 1:02.338  | DNF      | DNF      |           |

Legenda
| Recorde mundial      | Recorde mundial (World record)               |                       | Recorde africano                      | Recorde africano (African) |                                           | Q | Classificado por posição (Qualified) |
| Recorde olímpico     | Recorde olímpico (Olympic record)            | Recorde da América    | Recorde da América (Americas)         | q                          | Classificado por melhor tempo (Qualified) |   |                                      |
| Melhor marca do ano  | Melhor marca do ano (World leading)          | Recorde asiático      | Recorde asiático (Asian)              | DNS                        | Não largou (Did not start)                |   |                                      |
| Recorde nacional     | Recorde nacional (National record)           | Recorde europeu       | Recorde europeu (European)            | DNF                        | Não terminou (Did not finish)             |   |                                      |
| Recorde pessoal      | Recorde pessoal do atleta (Personal best)    | Recorde da Oceania    | Recorde da Oceania (Oceania)          | DSQ / DQ                   | Desclassificado (Disqualified)            |   |                                      |
| Recorde da temporada | Recorde da temporada do atleta (Season best) | Recorde sul-americano | Recorde sul-americano (South America) | NM                         | Sem marca (No mark)                       |   |                                      |